# Потокский сельский совет (Козовский район)
Потокский сельский совет (укр. Потіцька сільська рада) — входит в состав
Козовского района
Тернопольской области
Украины.
Административный центр сельского совета находится в 
с. Поток.

## Населённые пункты совета
- с. Поток
- с. Сеньков